# 圣亚纳广场

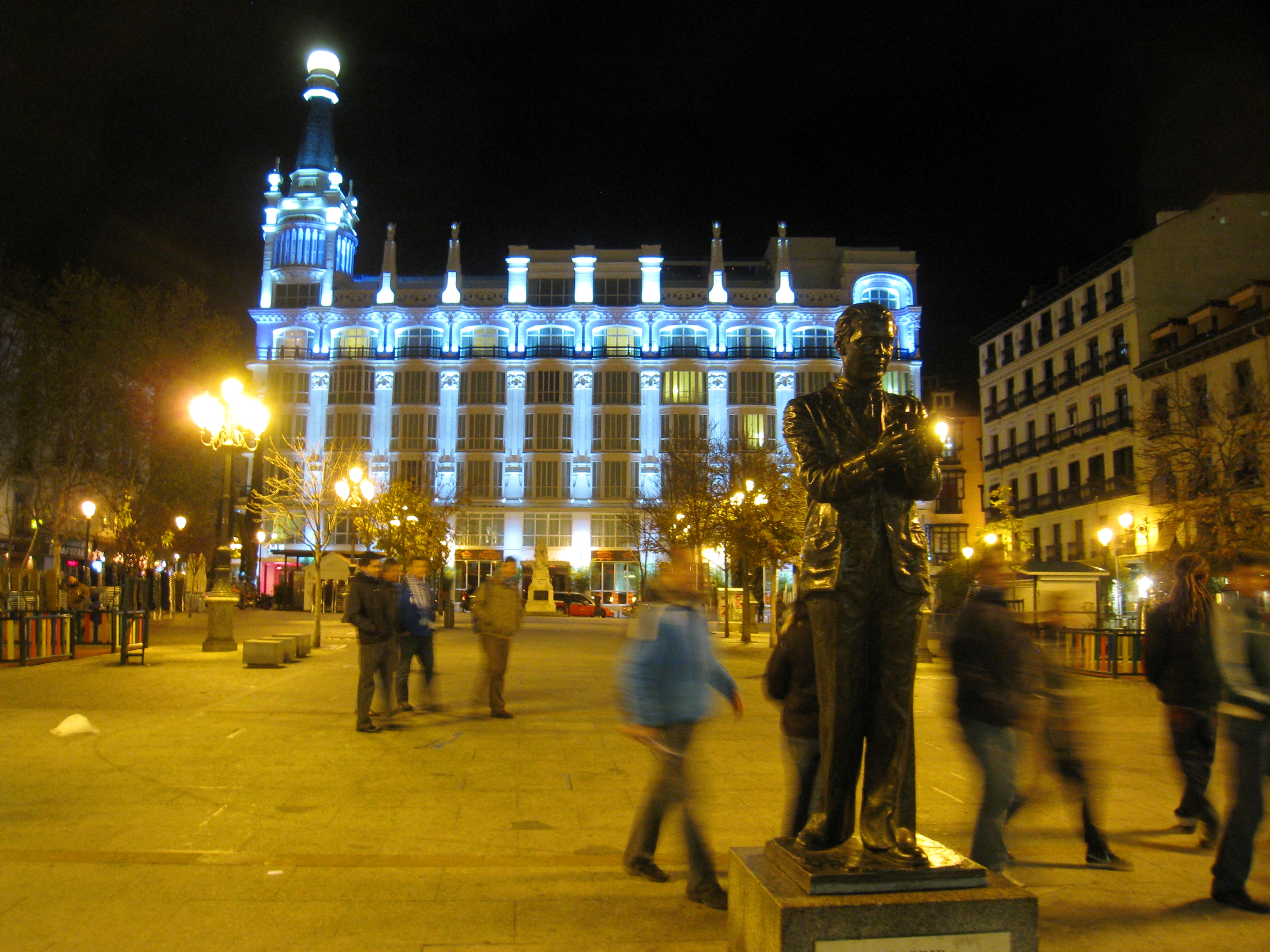

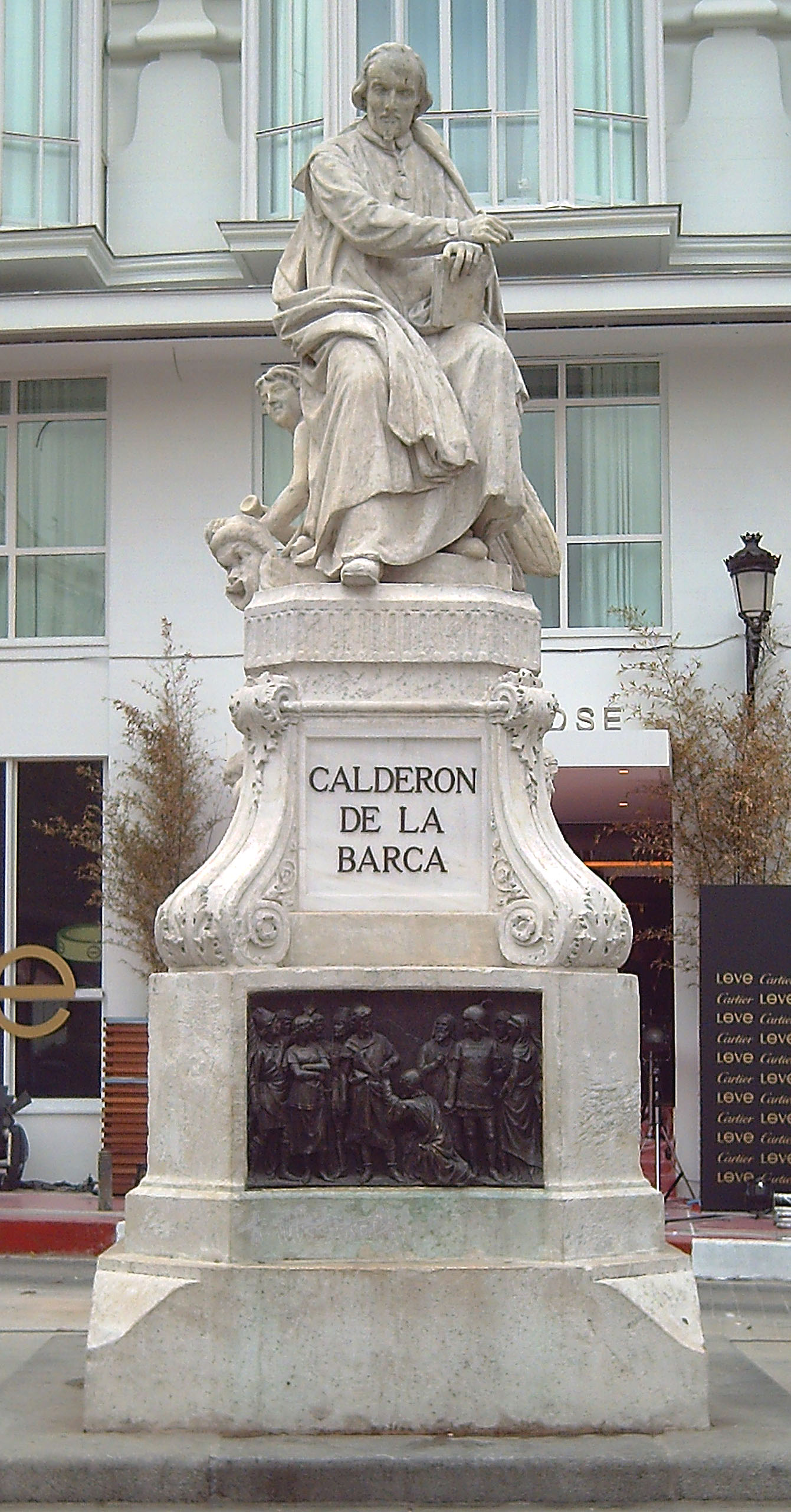
佩德罗·卡尔德隆·德·拉·巴尔卡雕像

圣亚纳广场（西班牙語：Plaza de Santa Ana）是西班牙马德里市中心的一个广场，靠近太阳门。广场上有西班牙作家佩德罗·卡尔德隆·德·拉·巴尔卡和费德里戈·加西亚·洛尔卡的雕像，以及许多餐厅、咖啡馆和塔帕斯酒吧。
马德里最古老的剧院西班牙剧院位于广场东侧。它建于17世纪。广场西侧是一座豪华酒店，建于19世纪初，以招待著名斗牛士而著称。

## 历史
广场得名于在17世纪设于此处的圣亚纳修道院，1810年拆除加尔默罗会修道院及周边房屋，开辟圣亚纳广场。